# Loomio
Loomio ist eine freie Software, geeignet um Gruppen im kollaborativen Entscheidungsfindungsprozess zu unterstützen. In der Webapplikation können User Diskussionen beginnen und Vorschläge anbringen. Wenn die Diskussionen einen Vorschlag auslösen, erhält die Gruppe Feedback mittels einer updatebaren Tortengrafik.
Loomio wurde geschrieben von einer Kerngruppe von Softwareentwicklern in Wellington, Neuseeland. Jedoch haben Menschen aus der ganzen Welt Geld und Zeit gespendet, um diese Plattform zu ermöglichen.
2014 wurden durch eine Crowdfunding-Aktion über 100.000 US-Dollar gesammelt, um Loomio 1.0 zu entwickeln. Loomio 1.0 unterstützt Mobiltelefongebrauch und enthält weitere Verbesserungen.
Loomio wird finanziert durch Verträge mit Regierungen und Unternehmen sowie Spenden der Nutzer.

## Geschichte
Loomio entwickelte sich aus der Occupy-Bewegung. 2012 wurde der erste Prototyp lanciert. Er wurde verwendet in der Occupy-Bewegung in Neuseeland. Danach beschloss das Team von Loomio, dass es einfacher wäre, allen eine Stimme zu geben mit einer Online-Software, was zum Launch von Loomio 1.0 führte. Seit dem Launch von Loomio 1.0 werden im Interface nicht mehr die Handsignale der Occupy-Bewegung benutzt. Seither wurde Loomio zu einem sozialen Unternehmen weiterentwickelt, als „platform co-op“.

## Funktionsweise
Die wichtigste Organisationsstruktur ist die Gruppe (group). Eine Gruppe besteht aus Mitgliedern, die Zugriffsrechte auf diese Gruppe haben. Gruppen können öffentlich oder privat sein, was sowohl Privatsphäre als auch Transparenz ermöglicht.
Innerhalb einer Gruppe erstellen Mitglieder Diskussionen zu bestimmten Themen. Während einer Diskussion können Mitglieder Kommentare posten und Vorschläge (proposal) erstellen.
Vorschläge verlangen nach Feedback der Mitglieder zu einer spezifischen Aussage, mit den Optionen Zustimmung (agree), Ablehnung (disagree), Enthaltung (abstain), und Blockieren (block), was eine starke Ablehnung bezeichnet.

## Rezeption
Loomio wurde vom Wellington City Council verwendet für die Diskussion mit den Bürgern.
Die griechische Piratenpartei benutzte Loomio um 461 Gruppen zu erstellen, die 18 Departemente abdeckten, 13 Regionen von Griechenland, 23 Präfekturen, und hunderte von Bezirken und Gemeinden.
Giorgio Mariotti, Gründer der Piratenpartei Griechenlands konnte das Projekt mit Hilfe von Loomio erfolgreich umsetzen.
Die Internet Party aus Neuseeland verwendete Loomio zur Strategieentwicklung im Hinblick auf die Wahlen 2014.
El Partido Pirata de Chile adaptierte Loomio in einer eigenen Version als Lumio, als leicht abgeänderte Übersetzung auf Spanisch.
Loomio gewann die MIX Prize Digital Freedom Challenge im April 2014.